# Nodoparaparchites
Nodoparaparchites is een geslacht van uitgestorven kreeftachtigen uit de klasse van de Ostracoda (mosselkreeftjes).

## Soort
- Nodoparaparchites reticulonodosa Kozur, 1991 †